# 偃柏
偃柏（学名：Sabina chinensis var. sargentii）为柏科圆柏属檜柏的变种。分布于日本、俄罗斯以及中国大陆的东北张广才岭等地，生长于海拔1,400米的地区，匍匐性灌木，特徵為樹冠貼近地面擴張，狀如平躺，故名偃柏，又稱鋪地柏。目前已廣泛應用於亞洲庭園造景。

## 别名
椻桧（经济植物手册）